# Cynopterus minutus
Cynopterus minutus là một loài động vật có vú trong họ Dơi quạ, bộ Dơi. Loài này được Miller mô tả năm 1906.

## Hình ảnh

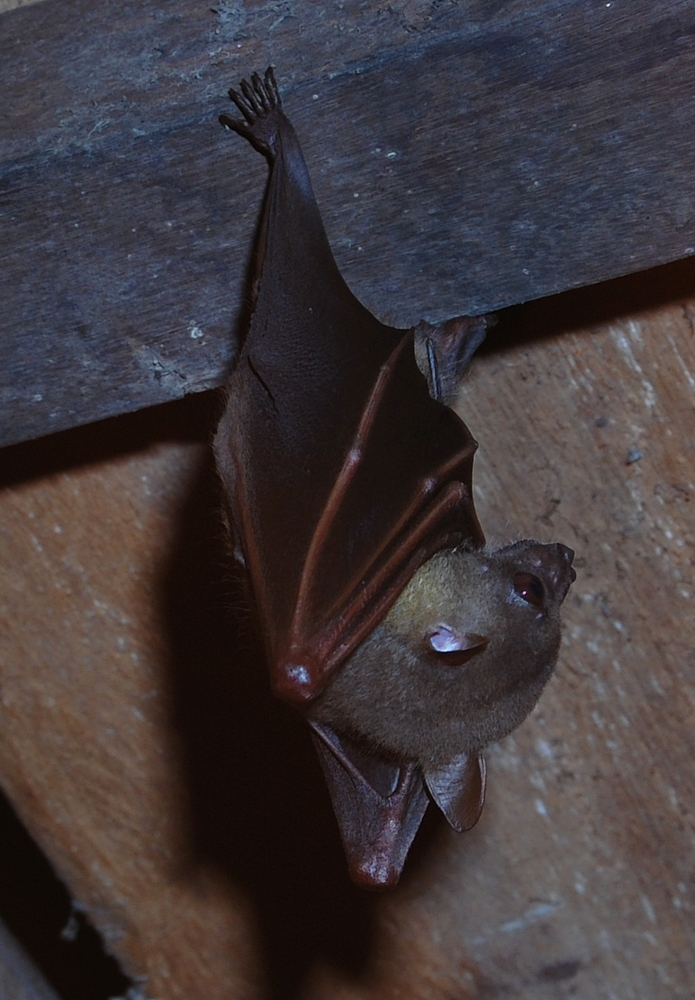
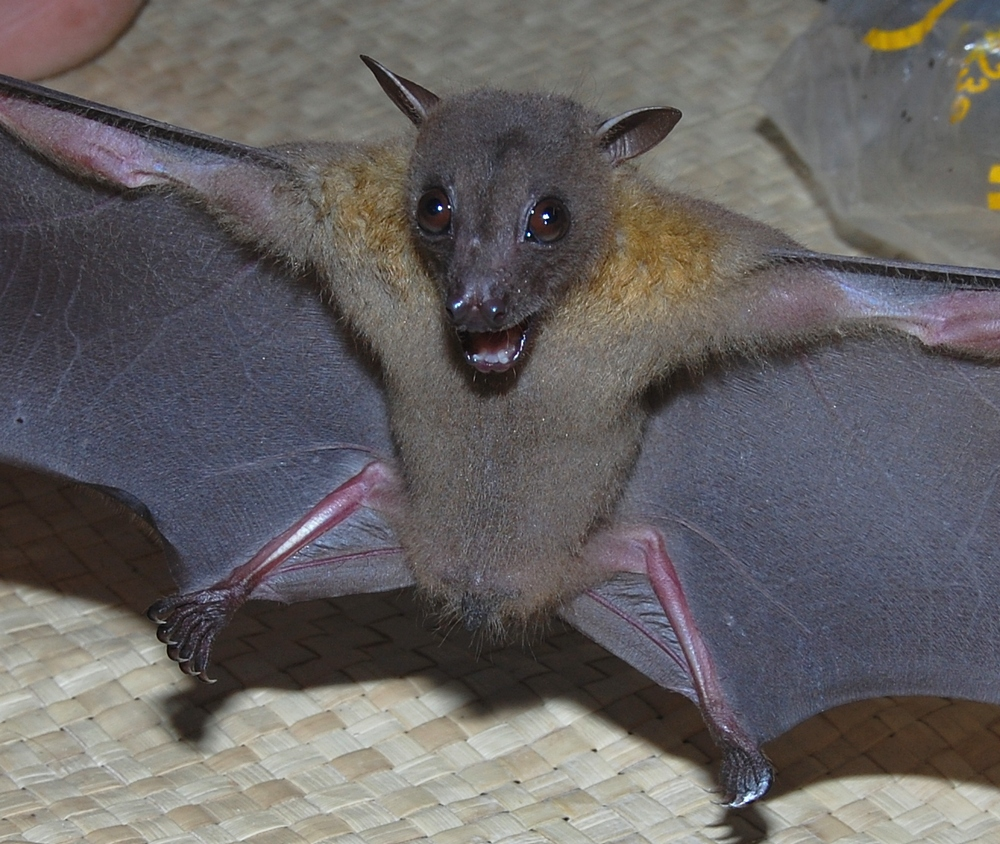
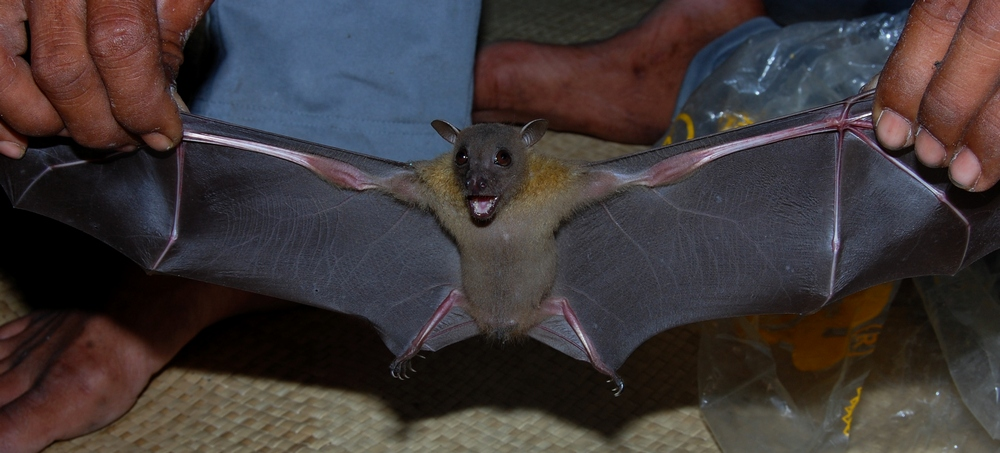